# 雷·布卢姆
伯纳德·雷·布卢姆（英語：Bernard Ray Blume，1958年9月23日—），美国NBA联盟前职业篮球运动员。他在1981年的NBA选秀中第2轮第13顺位被印第安纳步行者选中。